# Gomoku
Gomoku (japonsky 五目並べ) je strategická desková hra, ve které se střetávají dva hráči. Hraje se na gobanu s černými a bílými kameny. Hráči se střídají v jejich pokládání na průsečíky čar a vyhrává ten, kdo jako první vytvoří řadu pěti kamenů v horizontálním, vertikálním nebo diagonálním směru.
Jméno gomoku pochází z japonštiny, znamená „poskládej pět (do řady)“.
V anglickojazyčných zemích se hra někdy označuje jako „5 in row“ (v překladu 5 v řadě).
Číselné označení znaků na obrázků udává pořadí položení kamenů na hrací plochu.
Oproti klasickým piškvorkám se liší v prostorové omezenosti hrací plochy (15x15 polí) a tím, že se hraje s pravidlem neumožňujícím vyhrát pomocí řady delší než pět kamenů Pokud hráč vytvoří více než 5 kamenů v řádě, tak se jedná o tzv. přesah a hra pokračuje dál.

## Zahájení
Obvykle se začíná zahájením SWAP 2.
První hráč zahraje tři symboly, z toho dva stejné (například dva křížky a jedno kolečko). Poté si druhý hráč vybere, za jaký znak bude hrát - tedy kolečko, nebo křížek. Ten s méně symboly na desce pokračuje ve hře jako normálně. Příklad: jestliže hráč A zahraje dva křížky a jedno kolečko, hráč B má dvě možnosti: vybrat si kolečko a hrát (protože koleček je na stole méně), nebo si vybrat křížek a nechat druhého hráče hrát kolečko (protože má méně symbolů). Tato technika je spravedlivá, jelikož se první hráč snaží udělat pozici stejně výhodnou pro křížek, jako pro kolečko - kdyby tak neudělal, druhý hráč si vybere symbol s výhodnějším postavením na desce.
Při obyčejném SWAPu má začínající hráč výhodu v tom, že si může předem rozmyslet a analyzovat své zahájení za obě strany. Proto má druhý hráč ještě třetí možnost kromě výběru kolečka nebo křížku, a to zahrát další dva znaky - jedno kolečko a jeden křížek. Tím naruší prvnímu hráči jeho promyšlenou strategii a přenechává mu výběr znaku. První hráč si teď vybere kolečko nebo křížek podobně, jako mohl druhý hráč, ale na rozdíl od něj už nemůže hrát další dva znaky. Po SWAPu 2 se již zdaleka nejedná o jasnou výhru začínajícího hráče, jak je tomu v klasické variantě, ale hra se stává velmi komplexní.